# Zaricicea, Rujîn
Zaricicea (în ucraineană Заріччя) este un sat în așezarea urbană Rujîn din raionul Rujîn, regiunea Jîtomîr, Ucraina.

## Demografie
Componența lingvistică a localității Zaricicea
     Ucraineană (99,27%)
     Alte limbi (0,73%)
Conform recensământului din 2001, majoritatea populației localității Zaricicea era vorbitoare de ucraineană (99,27%), existând în minoritate și vorbitori de alte limbi.